# Parmentiera parviflora
Parmentiera parviflora là một loài thực vật có hoa trong họ Chùm ớt. Loài này được Lundell mô tả khoa học đầu tiên năm 1940.